# Santa María del Oro
Santa María del Oro é um município do estado do Nayarit, no México.